# Ulrich von Etzenbach

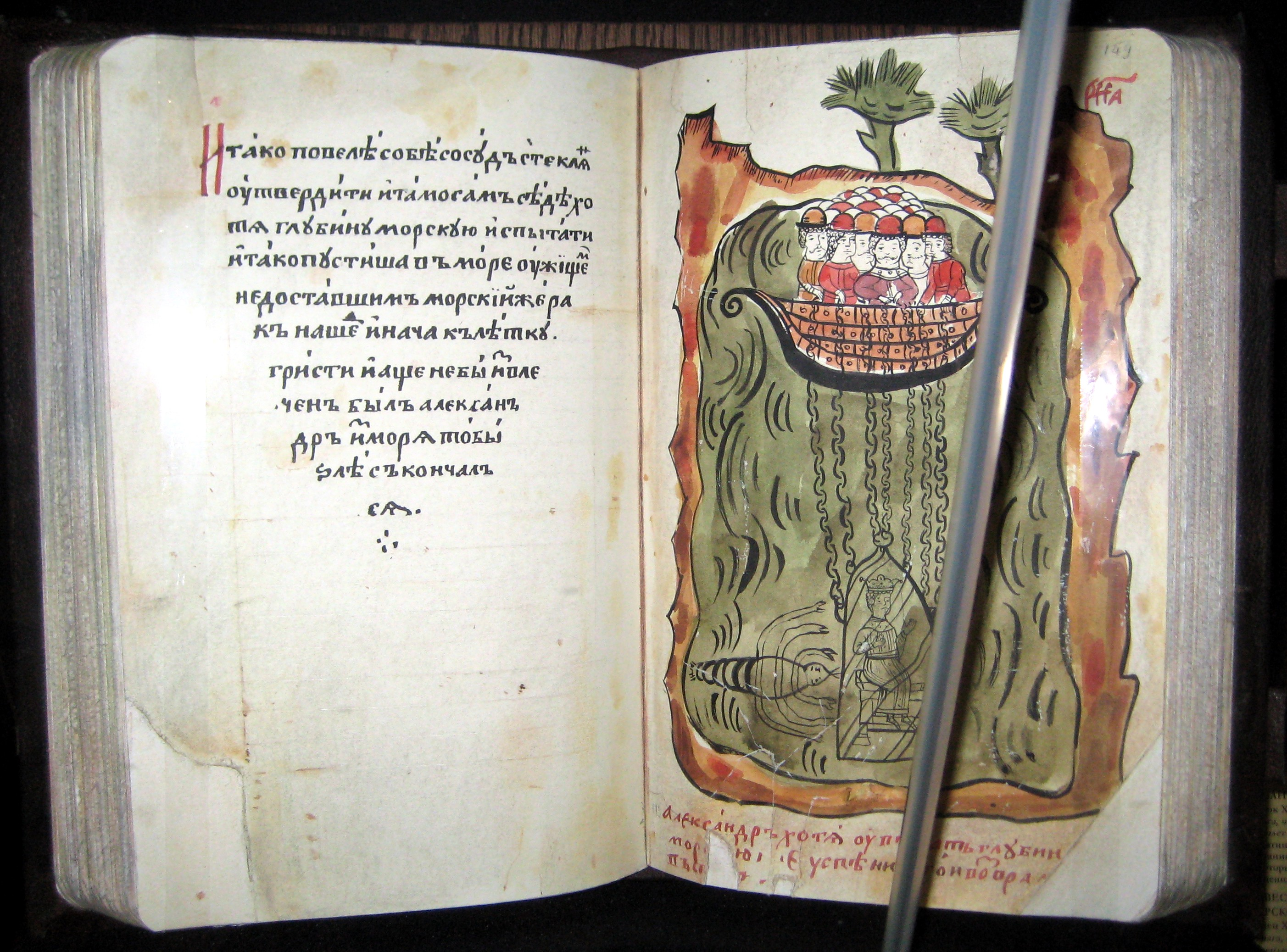
Tauchglockenfahrt des Alexander: Illustration eines slawischen Alexanderromans des 17. Jahrhunderts

Ulrich von Etzenbach (oft fälschlich auch Ulrich von Eschenbach; * um 1250; † nach 1300) war einer der bedeutendsten Dichter deutsch-böhmischer Hofkultur. Er gilt als erster deutschsprachiger Dichter Böhmens. Ulrich von Etzenbach ist der Autor eines Alexandreis genannten Alexanderromans in 30.000 Versen und des sprachlich höher bewerteten epischen Gedichts Wilhelm von Wenden (um 1297).

## Schaffen
Die deutsche Alexandreis entstand als Versroman nach dem Vorbild der lateinischen Alexandreis aus der Feder des französischen Klerikers Walter von Châtillon. Der böhmische Alexanderroman ist wie jene in zehn Bücher gegliedert. Ulrich von Etzenbach hat seine Alexandreis um 1270 unter dem přemyslidischen König Ottokar II., zu dessen Huldigung sie gedacht war, begonnen und unter Ottokars Sohn Wenzel II. vollendet. Ihm ist das Versepos auch gewidmet. In der Alexandreis des Ulrich von Etzenbach diente der Makedone Alexander als Identifikationsfigur des přemyslidischen Herrscherhauses, besonders des Auftraggebers König Ottokar II. Etzenbachs Versepos nimmt eine Mittlerposition in der böhmischen Literatur ein, denn in der Folge entstand – aufbauend auf die lateinische und die deutsche Alexandreis – ein weiterer böhmischer Alexanderroman. Die alttschechische Alexandreis von 1300 gilt als erstes bedeutendes Werk tschechischer Sprache.
Etzenbachs episches Gedicht Wilhelm von Wenden ist in mehreren Handschriften überliefert. Der erbauliche Stoff ist ritterlich-höfisch durchfärbt.

## Ausgaben
- Alexander. Hrsg. von Wendelin Troischer. Reprograf. Nachdruck der Ausg. Stuttgart, Tübingen 1888. Olms, Hildesheim, New York 1974, ISBN 978-3-487-04437-8.
- Wilhalm von Wenden. Text, Übersetzung, Kommentar. Hrsg. und übers. von Mathias Herweg. De Gruyter, Berlin, Boston 2017, ISBN 978-3-11-029183-4.